# Anchises (Vater des Echepolos)
Anchises (altgriechisch Ἀγχίσης Anchísēs) aus Sikyon ist in der griechischen Mythologie laut Homer Vater des Echepolos.
Laut dem Scholiasten des sogenannten Townley Homer, der sich auf Akusilaos von Argos beruft, war er der Enkel des Kleonymos. Dieser aber sei nach Pherekydes von Athen der Sohn des Pelops gewesen, so dass Anchises dessen Urenkel gewesen wäre. In der Liste der sikyonischen Könige von Eusebius von Caesarea im 1. Buch seiner Chronik fehlt Anchises.